# Padroso (Arcos de Valdevez)
Padroso ist eine Gemeinde (Freguesia) im nordportugiesischen Kreis Arcos de Valdevez. In ihr leben 197 Einwohner (Stand 19. April 2021).